# Euxoa corporea
Euxoa corporea là một loài bướm đêm trong họ Noctuidae.